# Pathos (Teo)
Pathos è il secondo album del cantante italiano Teodosio Losito, pubblicato nel 1991 dalla Boys & Boys.

## Tracce
Lato A
1. Contatto fisico (P. Vicari, A. Radius)
2. Per sentirti più donna (G. Rey)
3. Be my baby (Spector, Greenwich, Barry)
4. Siamo nei guai (D. Milani, M. Galasso)
5. Non c'è un'altra risposta (C. Castellari)

Lato B
1. Ah viaggiare (P. Vicari, S. Sosero)
2. Avrei bisogno del dottore (T. Losito, M. Galasso, P. Leon)
3. Love letter in the sand (J. Coots)
4. (Non sarò) Un uomo a metà (P. Vicari, A. Radius, S. Previsti)
5. Quando una madre (T. Losito, M. Galasso, P. Leon)